# Accelink Technologies
Accelink Technologies Corporation là một tập đoàn quang học của Trung Quốc. Công ty sản xuất và cung cấp các thành phần quang học và hệ thống con. Công ty cung cấp các đầu nối/bộ điều hợp sợi quang, dụng cụ kiểm tra quang học, thiết bị vi quang học, mô-đun bù tán sắc, hệ thống con, bộ dò ảnh, bộ ghép / tách sợi quang, bộ chuyển mạch /bộ suy hao quang, mô-đun WDM/DWDM/CWDM/OADM và bộ khuếch đại quang. Nó chủ yếu phục vụ các nhà sản xuất thiết bị viễn thông ở Trung Quốc, Hoa Kỳ, Canada, Đức, Ý, Nhật Bản, Hàn Quốc, Ấn Độ và các nơi khác trên thế giới. Công ty được thành lập vào năm 1976 và có trụ sở chính tại Vũ Hán. Nó được niêm yết trên sàn giao dịch chứng khoán Thâm Quyến.